# Shōma Uno
Shōma Uno (jap. 宇野 昌磨, Uno Shōma; * 17. Dezember 1997 in Nagoya, Präfektur Aichi) ist ein japanischer Eiskunstläufer, der im Einzellauf antrat. Er ist der Weltmeister der Jahre 2022 und 2023 sowie der Vize-Weltmeister der Jahre 2017 und 2018. Uno vertrat zweimal Japan bei den Olympischen Winterspielen: Er gewann die Silbermedaille bei den Olympischen Winterspielen 2018 und die Bronzemedaille bei den Olympischen Winterspielen 2022. Zwischen 2017 und 2020 wurde Uno viermal in Folge japanischer Meister. 2019 gewann er Gold bei den Vier-Kontinente-Meisterschaften. 2024 trat Uno vom Wettbewerb zurück und tritt weiterhin in Eisshows auf.

## Karriere

### Saison 2011/12: Medaillengewinner bei den Olympischen Jugendspielen
Shōma Uno gewann Silber bei den Olympischen Jugendspielen in Innsbruck im Einzel und Gold mit der Mannschaft. Bei den Juniorenweltmeisterschaften im selben Jahr belegte er den zehnten Platz.

### Saison 2012/13: Silbermedaille beim JGP in Chemnitz
Er wurde Sechster beim Junior Grand Prix (JGP) in Slowenien. Beim JGP in Deutschland gewann er die Silbermedaille mit persönlicher Bestleistung in beiden Programmen und einer Gesamtpunktzahl von 188,48 Punkten. Bei den Juniorenweltmeisterschaften wurde er Siebter.

### Saison 2013/14: Erster Senioren-Titel
Shoma Uno gewann in seiner dritten JGP Saison die Bronzemedaille in Lettland und belegte den vierten Platz in Estland. Er wurde Fünfter bei den Juniorenweltmeisterschaften und gewann mit der Gardena Spring Trophy in Italien seinen ersten internationalen Senioren-Wettbewerb.

### Saison 2014/15: Sieger im JGP-Finale und Juniorenweltmeister
Die Saison begann für Shōma Uno mit dem Gewinn seines zweiten Senioren-Wettbewerbs bei der Asian Trophy. Danach nahm er an den JGP-Wettbewerben von Japan und Kroatien teil. Er wurde Zweiter in Japan und Erster in Kroatien mit neuer persönlicher Bestleistung. Dadurch qualifizierte er sich für sein erstes JGP-Finale. Ende November 2014 errang Uno seinen ersten Junioren-Titel bei den japanischen Junioren-Meisterschaften. Im folgenden Monat gewann er Gold im JGP-Finale von Barcelona. Bei den japanischen Meisterschaften am Ende des Jahres wurde er hinter Yuzuru Hanyū Zweiter. Wenige Wochen später wurde er Fünfter bei den Vier-Kontinente-Meisterschaften. Anschließend wurde er Junioren-Weltmeister in der estnischen Hauptstadt Tallinn.

### Saison 2015/16: Dritter im GP-Finale
Mitte September belegte er Rang fünf beim U.S. Classic. Nach dem Kurzprogramm war er dort lediglich Neunter, die darauf folgende Kür entschied er jedoch für sich. Shōma Uno war Teil der japanischen Mannschaft für den Wettbewerb Japan Open. Dort gelang es ihm, mehrere Weltmeister wie Javier Fernández, Brian Joubert und Patrick Chan zu schlagen. Dank seiner Leistung gewann Japan am Ende die Goldmedaille. Bei seinem ersten Grand-Prix-Wettbewerb der Senioren, dem Skate America, wurde er Zweiter hinter Max Aaron. Dabei stellte er eine neue persönliche Bestleistung auf.
Beim Trophée Eric Bompard lag er nach dem Kurzprogramm klar vorne. Doch am selben Abend ereigneten sich die Terroranschläge in Paris und daher wurde der Grand-Prix-Wettbewerb aus Sicherheitsgründen vor dem Beginn der Kür abgebrochen. Zehn Tage später gab die Internationale Eislaufunion bekannt, dass in dem Fall die Besten des Kurzprogramms auch die Gewinner des gesamten Turniers sind. Somit erhielt Shōma Uno nicht nur nachträglich die Goldmedaille, sondern qualifizierte sich zudem vorzeitig für das Grand-Prix-Finale. Dort belegte er hinter Yuzuru Hanyū und Javier Fernandez den dritten Platz. Am 26. Dezember gewann er wie schon im Vorjahr die Silbermedaille bei den japanischen Meisterschaften. Dort erhöhte er zudem seine Bestleistung im Kurzprogramm auf fast 100 Punkte.
Wie schon im Vorjahr verpasste Shōma Uno eine Medaille bei den Vier-Kontinente-Meisterschaften, obwohl er mit seinem Kurzprogramm noch den zweiten Platz belegt hatte. Er wurde nach einer für ihn enttäuschenden Leistung in der Kür Vierter der Gesamtwertung.
Die Weltmeisterschaften in Boston endeten für Uno mit einem weiteren Dämpfer. Zwar belegte er einen respektablen vierten Platz im Kurzprogramm, doch Fehler in der Kür bewirkten, dass er auf Platz sieben zurückfiel. Sein gleichaltriger Rivale Jin Boyang gewann hingegen Bronze. Weltmeister wurde erneut Javier Fernandez vor Yuzuru Hanyū.
Beim Team Challenge Cup Ende April 2016 stand er als erster Läufer einen vierfachen Flip in einem internationalen Wettbewerb. Im Kurzprogramm knackte er auch dadurch als dritter Läufer der Welt die 100-Punktemarke (105.74), die die ISU aber leider nicht als Personal Best anerkennt.

### Saison 2016/17: Silber bei den Weltmeisterschaften
Die Saison begann mit einem Gewinn der Lombardia Trophy im September 2016, wo Uno den ersten Platz im Pflichtprogramm und den zweiten in der Kür belegte. Silber ging an Jason Brown und Bronze an Max Aaron. Drei Wochen später holte er Gold bei den Japan Open. Seine ausgezeichnete Form setzte mit einem Sieg beim Grand Prix Wettbewerb Skate America fort. Er war dort sowohl im Pflichtprogramm als auch in der Kür Erster vor den beiden US-Amerikanern Jason Brown und Adam Rippon. Beim Cup of Russia in Moskau holte Uno Silber und wurde lediglich vom zweimaligen Weltmeister Javier Fernandez geschlagen.
Im Finale der Grand Prix Serie war er Vierter nach dem Kurzprogramm und Zweiter mit seiner Kür, so dass er mit seinem Gesamtergebnis den dritten Platz des Vorjahres verteidigen konnte. Sieger wurde erneut sein Landsmann Yuzuru Hanyū, die Silbermedaille ging an Nathan Chen, welcher einen Monat später amerikanischer Meister wurde. Durch das krankheitsbedingte Ausscheiden des Olympiasiegers Hanyū kurz vor dem Beginn der japanischen Meisterschaften war nun der Weg frei zu Unos ersten nationalen Titel. Nach dem Kurzprogramm war er jedoch nur Zweiter hinter Takahito Mura, ein erster Platz in der Kür verhalf im dann am Ende zum Gewinn der Meisterschaft. Zweiter wurde Keiji Tanaka. Kurz darauf verkündete der Verband, dass Uno, Hanyu und Tanaka ihr Land sowohl bei den Vier-Kontinente-Meisterschaften als auch bei der WM vertreten werden.
Der zweite Teil der Saison führte ihn nach Südkorea, wo die Vier-Kontinente-Meisterschaften abgehalten wurden. Dort gelang es Uno mit seinem Kurzprogramm als einer der wenigen die 100-Punkte-Marke zu übertreffen. Mit seinen 100,28 Punkten rangierte er zunächst an zweiter Stelle, hinter Nathan Chen und vor Yuzuru Hanyū. Am Ende gewann er die Bronzemedaille. Die Enttäuschung hielt sich aber in Grenzen, da Uno damit nun seine erste Medaille bei den Vier-Kontinente-Meisterschaften errang, denn im Vorjahr war er Vierter und 2015 Fünfter gewesen. Lediglich eine Woche später holte er Gold bei den Winter-Asienspielen in Sapporo. Trotz einiger Fehler setzte er sich dabei vor Jin Boyang und Han Yan durch. Zur Vorbereitung an der WM nahm er auch noch an der Coupe du Printemps im luxemburgischen Kockelscheuer teil, wo er vor dem Zweitplatzierten Takahito Mura den Sieg davontrug.
Die Weltmeisterschaft in Helsinki endeten für Uno sehr erfolgreich. Es gelang ihm, dort zwei neue persönliche Bestleistungen zu erzielen (104,86 für das Kurzprogramm und 214,45 für die Kür). Er war nach dem Kurzprogramm zunächst Zweiter hinter Javier Fernandez und vor Patrick Chan. Schließlich musste er sich nur dem neuen Weltmeister Yuzuru Hanyū geschlagen geben, welcher nach einer beeindruckenden Kür lediglich 2,28 Punkte Vorsprung vor Uno hatte. Bronzemedaillengewinner wurde wie im Vorjahr der Chinese Jin Boyang.
Beim letzten Wettbewerb dieser Saison, der World Team Trophy in Tokio, errang er mit seinen Teamkollegen eine Goldmedaille für Japan. Sein Gesamtergebnis (302,02) war der höchste aller Einzelläufer und 18 Punkte höher als das von Yuzuru Hanyū, der mit seinem Kurzprogramm noch enttäuscht hatte, aber der Beste in der Kür gewesen ist.

### Saison 2017/18: Olympisches Silber in Pyeongchang
Uno begann seine Saison mit einer Goldmedaille beim Challenger-Series-Wettbewerb Lombardia Trophy in Bergamo, wo er neue persönliche Bestleistungen in allen Segmenten erzielte. Bei den Japan Open lief es für ihn persönlich nicht so gut, aber er gewann zusammen mit seinen Teamkollegen trotzdem eine Silbermedaille.
Uno gewann die Goldmedaille beim Skate Canada und wurde dabei Erster in beiden Segmenten, somit hatte er einen sehr guten Start in die diesjährige Grand-Prix-Saison. Nach der Rückkehr von diesem Wettkampf am 31. Oktober hatte Uno 39° hohes Fieber und wurde mit Grippe diagnostiziert. In seinem anschließenden Wettbewerb, dem Trophée Eric Bompard belegte er im Kurzprogramm den zweiten Platz und in der Kür den ersten. Er wurde damit Zweiter hinter Javier Fernández. Mit den beiden Ergebnissen in Kanada und Frankreich qualifizierte er sich für sein drittes Grand Prix Finale in Folge. Das in seiner Heimatstadt Nagoya ausgetragene Finale beendete Uno mit einer Silbermedaille, wobei sein Gesamtergebnis lediglich 0,5 Punkte schwächer war als das von Nathan Chen.
Bei den japanischen Eiskunstlauf-Meisterschaften kurz vor Jahresende in Tokyo verteidigte Uno seinen nationalen Titel, nachdem er beide Segmente des Wettbewerbs gewonnen hatte. Zweiter wurde wie im Vorjahr Keiji Tanaka. Am 24. Dezember 2017 gab der japanische Eiskunstlaufverband bekannt, dass Uno Japan bei den Vier-Kontinente-Meisterschaften in Taipeh, den Olympischen Winterspielen in Pyeongchang und den Eiskunstlauf-Weltmeisterschaften in Mailand vertreten wird.
Ende Januar fuhr Uno nach Taipei, um dort an den Vier-Kontinente-Meisterschaften teilzunehmen. Durch das Fehlen von Läufern wie Yuzuru Hanyū, Nathan Chen, Adam Rippon, Vincent Zhou und Patrick Chan war er ein Topfavorit auf den Gewinn der Goldmedaille. Uno war Erster nach dem Kurzprogramm, hatte jedoch nur 0,32 Punkte Vorsprung auf Jin Boyang. Die Kür verlief weniger gut für ihn, so dass er am Ende mit einem Rückstand von knapp drei Punkten Zweiter hinter seinem langjährigen Rivalen aus China wurde.
Im Februar holte Uno Silber bei den Olympischen Winterspielen, wobei er 1,66 Punkte Vorsprung vor dem Bronzemedaillengewinner Javier Fernández hatte. Olympiasieger wurde wie schon vor vier Jahren erneut Yuzuru Hanyū. Im Teamwettbewerb hatte er seine Mannschaft nach dem Kurzprogramm zwar in Führung gebracht, am Ende reichte es für Japan jedoch nur zu Platz fünf.
Bei seinem letzten Wettbewerb, den Eiskunstlauf-Weltmeisterschaften 2018 in Mailand, erzielte Uno 94,26 Punkte im Kurzprogramm und 179,51 im Kürlauf. Er war im Kurzprogramm aufgrund von Problemen mit seinen neuen Schlittschuhen unter seinen Möglichkeiten geblieben. In seiner Kür gab es mehrere Patzer, gegen Ende des Programms kämpfte sich Uno jedoch zurück. Mit der Gesamtpunktzahl von 273,77 musste er sich als Silbermedaillengewinner lediglich Nathan Chen geschlagen geben.

### Saison 2018/19: Gewinn der Vier-Kontinente-Meisterschaften
Uno begann die Saison mit einem erneuten Sieg bei der Lombardia Trophy. Beim Teamwettbewerb Japan Open gewann er als Mitglied der japanischen Mannschaft die Goldmedaille, wobei seine Kür die Beste der Herren war. Im Oktober gewann er den GP-Wettbewerb Skate Canada und im November schloss er seinen zweiten GP-Auftritt in dieser Saison, die NHK-Trophy, ebenfalls mit einer Goldmedaille ab. Er qualifizierte sich damit für das Grand Prix Finale. Im kanadischen Vancouver wurde er mit 5,99 Punkte Rückstand Zweiter hinter Nathan Chen – Bronze ging an den Koreaner Cha Jun-hwan. Unos Landsmann Yuzuru Hanyu qualifizierte sich zwar für das GP-Finale, wegen einer Verletzung musste er jedoch wie schon im Vorjahr absagen.
Am Ende des Jahres verteidigte Uno erfolgreich seinen nationalen Titel bei den japanischen Eiskunstlaufmeisterschaften und gewann mit einem Vorsprung von fast 50 Punkten. Zweiter wurde sein großes Vorbild Daisuke Takahashi, der in dieser Saison ein Comeback hatte. Obwohl er sich während des Wettbewerbs den rechten Knöchel verstaucht hatte, feierte Uno seinen dritten nationalen Titel in Folge. Er wurde anschließend vom Verband ins Team berufen, um Japan bei den folgenden Vier-Kontinente-Meisterschaften und Weltmeisterschaften zu vertreten.
Bei den Vier-Kontinente-Meisterschaften in Anaheim war Uno lediglich Vierter nach dem Kurzprogramm. Seine Kür war jedoch die Beste und so entschied er das Turnier schließlich für sich. Die anderen Medaillen gingen an Jin Boyang und Vincent Zhou. Nathan Chen und Yuzuru Hanyū hatten auf eine Teilnahme verzichtet. Mit diesem Sieg gewann Uno zum ersten Mal einen großen internationalen Wettbewerb. Er hatte zuvor bei allen mindestens einmal Silber, jedoch nie Gold geholt. Mit 197,36 Punkten stellte er einen Weltrekord für die Kür auf. Uno sagte danach: „Ich denke, ich war imstande, alles zu vollbringen, was ich kann, aber ich glaube, um an der Spitze wettbewerbsfähig zu sein, muss ich noch viel mehr leisten. Anstatt mich einfach zurückzuhalten, glaubte ich an das, was ich tun musste, und fuhr fort. Als ich schließlich zusammenbrach, verspürte ich kaum glückliche Gefühle – es war eher wie: 'Ich habe es wirklich geschafft'. Ich habe an meine Verletzung nach der nationalen Meisterschaft gedacht und wie ich die nächste Stufe erreichen kann.“
Bei den Weltmeisterschaften in Saitama hatte Uno nach dem Kurzprogramm nur den sechsten Platz belegt. Seine Kür war die Viertbeste und Vierter war er am Ende auch im Gesamtklassement. Der Drittplatzierte Vincent Zhou hatte ca. acht Punkte Vorsprung. Gold ging an Nathan Chen, Zweiter wurde Yuzuru Hanyū. Nach dem Wettbewerb zeigte sich Uno enttäuscht von seinen Leistungen und stellte sogar seine Konkurrenzfähigkeit in Frage.

### Saison 2019/20: Training in der Schweiz bei Stéphane Lambiel
Im Sommer gab Uno auf seiner Website bekannt, dass er seine bisherigen Trainer Machiko Yamada und Mihoko Higuchi verlassen werde. Sie hatten ihn seit seinem fünften Lebensjahr trainiert. Er teilte weiterhin mit, noch nicht zu wissen, zu welchem Trainer er nun wechseln möchte. Er besuchte kurz darauf das Sommerlager von Eteri Tutberidse. Uno bezeichnete dieses Training als „hart“, aber auch als eine „gute Erfahrung“. Außerdem gab Uno bekannt, dass er in naher Zukunft keinen Haupttrainer haben würde, während Takeshi Honda als sein Sprungtrainer fungieren soll. Uno besuchte im September zudem Stéphane Lambiels Ausbildungsstätte in der Schweiz, wo bereits seit einiger Zeit sein Landsmann Koshiro Shimada verweilt.
Uno startete die Saison 19/20 nicht wie gewohnt mit der Lombardia Trophy, sondern in Espoo, bei der Finlandia Trophy. Er platzierte sich mit seinem Kurzprogramm auf dem zweiten Platz, knapp hinter Sōta Yamamoto, seinem Landsmann und früheren Weggefährten aus Juniorenzeiten. Am Ende holte er sich jedoch die Goldmedaille mit einem für ihn allerdings enttäuschenden Gesamtergebnis von insgesamt 255,23 Punkten.
Anfang November war die Enttäuschung umso größer als er nach dem Kurzprogramm bei seinem ersten Grand-Prix-Auftritt in Grenoble mit 79,05 Punkten lediglich Vierter wurde. Es führte dabei Nathan Chen vor Alexander Samarin und Kévin Aymoz. Die Kür misslang ihm sogar noch mehr und so beendete er den Internationaux de France mit ungewöhnlich schwachen 215,84 Punkten abgeschlagen auf dem achten Platz.
Uno sagte jedoch nach dem Wettbewerb, dass er trotz dieser Situation positiv gestimmt sei und bedankte sich bei den Zuschauern für ihre Anfeuerung und Unterstützung. Die Wochen zwischen dem Internationaux de France und seinem nächsten Einsatz beim Rostelecom Cup verbrachte er in Stéphane Lambiels Trainingscenter. In Russland wurde er Vierter im Kurzprogramm, wobei er bei einem unterdrehten vierfachen Flip stürzte. Das Ergebnis empfand er als eine „Erleichterung“. Nach der Kür verblieb er mit 0,63 Punkten Rückstand zum Bronzemedaillengewinner Makar Ignatov auf dem vierten Rang der Gesamtwertung. Uno meinte später, es sei „kein gutes Ergebnis“, aber er habe das Gefühl, dass er gegen Ende der Saison einen vierfachen Flip springen kann. Er kündigte an, dass er vor den japanischen Meisterschaften erneut im schweizerischen Champéry trainieren werde.
Kurz vor den japanischen Meisterschaften 2019 bestätigte Uno, dass Lambiel nun auch offiziell sein neuer Trainer sei. Im Kurzprogramm belegte er den zweiten Platz hinter Yuzuru Hanyu, der an seinen ersten japanischen Meisterschaften seit der Saison 2016/17 antrat. Uno gewann danach die Kür und auch die Goldmedaille in der Gesamtwertung mit 290,57 Punkten. Es war sein erster Einzelsieg gegen Hanyu in seiner Karriere.
Er entschloss sich im Anschluss, nicht an den Vier-Kontinente-Meisterschaften teilzunehmen. Stattdessen startete er im Februar beim Challenge Cup in den Niederlanden, wo er erwartungsgemäß die Goldmedaille gewann und 290,41 Gesamtpunkte erzielte. Die darauffolgende Weltmeisterschaft in Montreal wurde aufgrund der COVID-19-Pandemie abgesagt und so endete die Saison bereits frühzeitig.

### Saison 2020/21: Vierter Platz bei den Weltmeisterschaften
Es war geplant, Uno im Herbst beim Internationaux de France antreten zu lassen, aber auch diese Veranstaltung wurde aufgrund der Pandemie abgesagt. Er verblieb bis zum Dezember in der Schweiz.
Bei seiner Rückkehr nach Japan zu den japanischen Meisterschaften 2020–21 belegte Uno im Kurzprogramm den dritten Platz hinter Yuzuru Hanyu und Yuma Kagiyama, nachdem er seine geplante Sprungkombination nicht ausgeführt hatte. In der Kür wurde er Zweiter, sein einziger Fehler war ein dreifacher geplanter Vierfach-Toeloop. In der Gesamtwertung erreichte er den zweiten Platz hinter Hanyu und vor Kagiyama.
Bei den Weltmeisterschaften 2021 wurde Uno nach einem Sturz beim dreifachen Axel lediglich Sechster im Kurzprogramm. In der Kür landete er seinen vierfachen Salchow mit zwei Füßen und stützte seinen vierfachen Toeloop mit einer Hand ab. Er erreichte dennoch den dritten Platz in der Kür und den vierten Platz in der Gesamtwertung hinter seinen Landsleuten Kagiyama und Hanyu.

### Saison 2021/22: Weltmeister und dritter Platz bei den Olympischen Spielen
Uno gab sein internationales Wettkampfdebüt beim Skate America 2021. Er belegte im Kurzprogramm den zweiten Platz hinter Vincent Zhou. In der Kür wurde er Dritter, blieb aber insgesamt auf dem Silbermedaillenplatz, weniger als einen Punkt vor dem Bronzemedaillengewinner Nathan Chen, der in beiden Programmen Probleme hatte. Zhou und Uno waren die ersten Läufer, die Chen in einem Wettbewerb seit den letzten Olympischen Spielen besiegten. Sein zweiter Wettbewerb war die NHK Trophy, die aufgrund des verletzungsbedingten Ausfalls von Yuzuru Hanyu weithin als zweite Begegnung zwischen Uno und Zhou angesehen wurde. Uno gewann beide Segmente des Wettbewerbs und besiegte Zhou mit fast dreißig Punkten Vorsprung. Unos Ergebnisse qualifizierten ihn für das Grand-Prix-Finale, das jedoch aufgrund von Einschränkungen durch die Omikron-Variante abgesagt wurde.
Bei den japanischen Meisterschaften 2021–22 wurde Uno Zweiter im Kurzprogramm und Dritter in der Kür und gewann die Silbermedaille hinter Yuzuru Hanyu. Er wurde danach erneut ins japanische Olympiateam berufen.
Uno begann die Spiele als japanischer Teilnehmer des Kurzprogramms der Herren im olympischen Mannschaftswettbewerb, so wie er es schon vier Jahre zuvor getan hatte. Mit einer neuen persönlichen Bestleistung von 105,46 Punkten belegte er den zweiten Platz hinter dem US-Amerikaner Chen und sicherte dem japanischen Team neun Punkte für die Gesamtwertung. Sein Trainer Stéphane Lambiel konnte ihn nicht begleiten, da er positiv auf COVID-19 getestet worden war und in der Schweiz blieb. Das japanische Team gewann die Silbermedaille, seine erste im Mannschaftswettbewerb und Unos zweite olympische Medaille. Zwei Tage später belegte Uno im Kurzprogramm der Herren den dritten Platz, wobei er trotz eines Fehlers bei seiner Sprungkombination eine neue persönliche Bestleistung von 105,90 Punkten aufstellte. Nach einer etwas holprigeren Kür belegte er in diesem Segment den fünften Platz, blieb aber in der Gesamtwertung auf dem Bronzerang. Er gewann damit seine dritte olympische Medaille.
Bei den Weltmeisterschaften 2022 in Montpellier gewann Uno die Goldmedaille. Mit einem fehlerfreien Kurzprogramm mit fünf vierfachen Sprüngen und einer Kür mit nur wenigen Fehlern erreichte er in beiden eine neue persönlichen Bestleistung und lag in der Gesamtwertung mit 312,48 Punkten 14,88 Punkte vor dem Silbermedaillengewinner Yūma Kagiyama. Er ist damit der dritte Japaner nach Daisuke Takahashi (2010) und Yuzuru Hanyū (2014 und 2017), der den Weltmeistertitel gewann. Neben Nathan Chen, Yuzuru Hanyū und Yūma Kagiyama ist er der Vierte, der im aktuellen Bewertungssystem über 220 Punkte in der Kür und über 300 Punkte insgesamt erreichte. Uno, der lange dafür bekannt war, stets den zweiten Platz zu belegen, zeigte sich sehr glücklich und sagte, sein Ziel sei eine Performance gewesen, auf die sein Trainer Stéphane Lambiel stolz sein könne.

### Saison 2022/23: Gold im Grand Prix Finale und zweiter Weltmeistertitel
Auf die Challenger-Serie verzichtend, gab Uno sein Saisondebüt bei den Japan Open. Uno wurde Erster in der Kür der Herren, 0,38 Punkte vor dem Amerikaner Ilia Malinin, während Japan die Goldmedaille gewann. Er lobte den sieben Jahre jüngeren Malinin, kurz zuvor große Aufmerksamkeit in den Medien auf sich gezogen hatte, weil er als erster einen Vierfach-Axel gelandet hatte. Uno sagte, dass Malinin „in ein oder zwei Jahren umwerfend sein wird“ und dass er hoffe, mit ihm mithalten zu können. Er startete erneut beim Skate Canada International und gewann seine dritte Goldmedaille mit einem Vorsprung von fast acht Punkten vor Kao Miura. Bei der NHK Trophy auf dem heimischen Eis in Sapporo stürzte Uno beim Versuch einer Sprungkombination und belegte im Kurzprogramm den zweiten Platz hinter Sōta Yamamoto. In der Kür überholte er Yamamoto und gewann seinen dritten NHK-Titel. Trotzdem äußerte er sich unzufrieden mit seiner Leistung aufgrund von Sprungfehlern und einigen ausgelassenen choreografischen Details. Nachdem er sich erneut für das Grand-Prix-Finale qualifiziert hatte, belegte er im Kurzprogramm in Turin den ersten Platz, obwohl er nur eine Vierfach-Doppelsprungkombination zeigte. Er gewann die Kür mit einer neuen persönlichen Bestleistung, landete fünf Vierfachsprünge erfolgreich, gewann zum ersten Mal den Grand-Prix-Finaltitel und vollendete seinen ersten Karriere-Grand-Slam. Er erklärte, dass er „keinen besonderen Druck verspürte, nur weil ich die Weltmeisterschaft gewonnen habe, aber bei diesem Wettbewerb, besonders während der Kür, haben alle anderen Läufer so erstaunliche Leistungen gezeigt, dass es mich stattdessen motiviert hat, meinen Wettbewerb zu genießen und mein Bestes zu geben“. Er versprach, sich weiter zu verbessern und insbesondere wieder Vierfach-Dreifach-Kombinationen zu zeigen.
Uno belegte bei den japanischen Meisterschaften den ersten Platz im Kurzprogramm der Herren. Obwohl er nur eine Vierfach-Doppelsprung-Kombination zeigte, hatte er einen Vorsprung von fast dreizehn Punkten vor seinem Trainingspartner Koshiro Shimada, der in diesem Segment Zweiter wurde. In der Kür zeigte er fünf Vierfachsprünge, von denen er drei sauber landete, womit er auch dieses Segment gewann und seinen fünften nationalen Titel gewann. Uno erregte danach einige Aufmerksamkeit, weil er die mangelnde Transparenz der Kriterien des japanischen Verbandes für die Vergabe von Plätzen für die Weltmeisterschaften kritisierte, was von den Medien als Hinweis darauf interpretiert wurde, dass Shimada trotz des Gewinns der Silbermedaille nicht ausgewählt wurde.
Trotz einer Knöchelverletzung im Vorfeld der Weltmeisterschaften 2023 in Saitama gewann Uno das Kurzprogramm mit einer Wertung von 104,63, wobei er als Sprungkombination nur einen Vierfach-Doppel-Kombination zeigte. Auch die Kür gewann er und holte damit seine zweite Goldmedaille in Folge bei den Weltmeisterschaften. Uno wurde ursprünglich dem japanischen Team für die World Team Trophy zugeteilt, zog sich aber aufgrund seiner anhaltenden Knöchelprobleme zurück und wurde durch Shun Sato ersetzt.

### Saison 2023/24: Sechster nationaler Meistertitel und Rücktritt vom Wettbewerb
In der Saison 2023/24 erlangte Uno seinen sechsten Meistertitel bei den Japanischen Meisterschaften. In seinen beiden Grand-Prix-Wettbewerben wurde er Zweiter, ebenso im Grand-Prix-Finale. Bei den Weltmeisterschaften 2024 wurde er Vierter.
Im Mai 2024 gab Uno seinen Rücktritt vom Wettbewerb bekannt. Er sei höchst zufrieden mit dem, was er erreicht habe, und bereue nichts im Hinblick auf seine Karriere im Leistungssport. Uno kündigte an, weiterhin als professioneller Eiskunstläufer auftreten zu wollen.

## Ergebnisse
| Internationale Meisterschaft / Saison        | 09/10 | 10/11 | 11/12 | 12/13 | 13/14 | 14/15 | 15/16 | 16/17 | 17/18 | 18/19 | 19/20 | 20/21 | 21/22 | 22/23 | 23/24 |
| -------------------------------------------- | ----- | ----- | ----- | ----- | ----- | ----- | ----- | ----- | ----- | ----- | ----- | ----- | ----- | ----- | ----- |
| Olympische Winterspiele (Einzel)             |       |       |       |       |       |       |       |       | 2.    |       |       |       | 3.    |       |       |
| Olympische Winterspiele (Team)               |       |       |       |       |       |       |       |       | 5.    |       |       |       | 2.    |       |       |
| Weltmeisterschaften                          |       |       |       |       |       |       | 7.    | 2.    | 2.    | 4.    |       | 4.    | 1.    | 1.    | 4.    |
| Vier-Kontinente-Meisterschaften              |       |       |       |       |       | 5.    | 4.    | 3.    | 2.    | 1.    |       |       |       |       |       |
| Winter-Asienspiele                           |       |       |       |       |       |       |       | 1.    |       |       |       |       |       |       |       |
| Juniorenweltmeisterschaften                  |       |       | 10.   | 7.    | 5.    | 1.    |       |       |       |       |       |       |       |       |       |
| Nationale Meisterschaft / Saison             | 09/10 | 10/11 | 11/12 | 12/13 | 13/14 | 14/15 | 15/16 | 16/17 | 17/18 | 18/19 | 19/20 | 20/21 | 21/22 | 22/23 | 23/24 |
| Japanische Meisterschaften                   |       |       | 9.    | 11.   | 7.    | 2.    | 2.    | 1.    | 1.    | 1.    | 1.    | 2.    | 2.    | 1.    | 1.    |
| Japanische Juniorenmeisterschaften           | 3.    | 4.    | 5.    | 2.    | 2.    | 1.    |       |       |       |       |       |       |       |       |       |
|                                              |       |       |       |       |       |       |       |       |       |       |       |       |       |       |       |
| Grand-Prix-Wettbewerb / Saison               | 09/10 | 10/11 | 11/12 | 12/13 | 13/14 | 14/15 | 15/16 | 16/17 | 17/18 | 18/19 | 19/20 | 20/21 | 21/22 | 22/23 | 23/24 |
| Grand-Prix-Finale                            |       |       |       |       |       |       | 3.    | 3.    | 2.    | 2.    |       |       |       | 1.    | 2.    |
| NHK Trophy                                   |       |       |       |       |       |       |       |       |       | 1.    |       |       | 1.    | 1.    | 2.    |
| Skate Canada                                 |       |       |       |       |       |       |       |       | 1.    | 1.    |       |       |       | 1.    |       |
| Skate America                                |       |       |       |       |       |       | 2.    | 1.    |       |       |       |       | 2.    |       |       |
| Trophée Eric Bompard                         |       |       |       |       |       |       | 1.    |       | 2.    |       | 8.    |       |       |       |       |
| Cup of Russia                                |       |       |       |       |       |       |       | 2.    |       |       | 4.    |       |       |       |       |
| Cup of China                                 |       |       |       |       |       |       |       |       |       |       |       |       |       |       | 2.    |
| Junioren Grand-Prix-Wettbewerb / Saison      | 09/10 | 10/11 | 11/12 | 12/13 | 13/14 | 14/15 | 15/16 | 16/17 | 17/18 | 18/19 | 19/20 | 20/21 | 21/22 | 22/23 | 23/24 |
| Junioren Grand-Prix-Finale                   |       |       |       |       |       | 1.    |       |       |       |       |       |       |       |       |       |
| JGP Kroatien                                 |       |       |       |       |       | 1.    |       |       |       |       |       |       |       |       |       |
| JGP Estland                                  |       |       | 3.    |       | 4.    |       |       |       |       |       |       |       |       |       |       |
| JGP Deutschland                              |       |       |       | 2.    |       |       |       |       |       |       |       |       |       |       |       |
| JGP Japan                                    |       |       |       |       |       | 2.    |       |       |       |       |       |       |       |       |       |
| JGP Lettland                                 |       |       |       |       | 3.    |       |       |       |       |       |       |       |       |       |       |
| JGP Polen                                    |       |       | 4.    |       |       |       |       |       |       |       |       |       |       |       |       |
| JGP Slowenien                                |       |       |       | 6.    |       |       |       |       |       |       |       |       |       |       |       |
|                                              |       |       |       |       |       |       |       |       |       |       |       |       |       |       |       |
| Sonstige Wettbewerbe / Saison                | 09/10 | 10/11 | 11/12 | 12/13 | 13/14 | 14/15 | 15/16 | 16/17 | 17/18 | 18/19 | 19/20 | 20/21 | 21/22 | 22/23 | 23/24 |
| Challenge Cup                                |       |       |       |       |       |       |       |       |       |       | 1.    |       |       |       |       |
| Coupe du Printemps                           |       |       |       |       |       |       |       | 1.    |       |       |       |       |       |       |       |
| Finlandia Trophy                             |       |       |       |       |       |       |       |       |       |       | 1.    |       |       |       |       |
| Lombardia Trophy                             |       |       |       |       |       |       |       | 1.    | 1.    | 1.    |       |       |       |       |       |
| Asian Trophy                                 |       |       |       |       |       | 1.    |       |       |       |       |       |       |       |       |       |
| Gardena Spring Trophy                        |       |       |       |       | 1.    |       |       |       |       |       |       |       |       |       |       |
| U.S. Classic                                 |       |       |       |       |       |       | 5.    |       |       |       |       |       |       |       |       |
| World Team Trophy (Einzel)                   |       |       |       |       |       |       |       | 1.    |       | 3.    |       | 7.    |       |       |       |
| World Team Trophy (Team)                     |       |       |       |       |       |       |       | 1.    |       | 2.    |       | 3.    |       |       |       |
| Japan Open (Einzel)                          |       |       |       |       |       |       | 1.    | 1.    | 3.    | 1.    | 2.    |       | 1.    | 1.    |       |
| Japan Open (Team)                            |       |       |       |       |       |       | 1.    | 1.    | 2.    | 1.    | 2.    |       | 1.    | 1.    |       |
| Team Challenge Cup (Einzel)                  |       |       |       |       |       |       | 1.    |       |       |       |       |       |       |       |       |
| Team Challenge Cup (Team)                    |       |       |       |       |       |       | 3.    |       |       |       |       |       |       |       |       |
| Olympische Jugend-Winterspiele 2012 (Einzel) |       |       | 2.    |       |       |       |       |       |       |       |       |       |       |       |       |
| Olympische Jugend-Winterspiele 2012 (Team)   |       |       | 1.    |       |       |       |       |       |       |       |       |       |       |       |       |

## Galerie

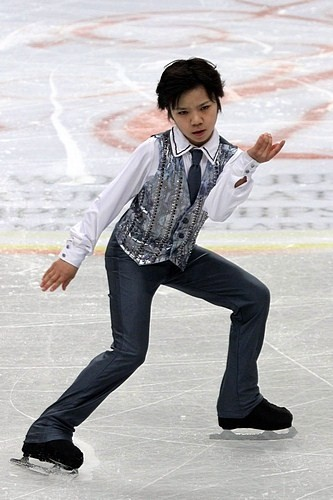
Junioren-WM 2012
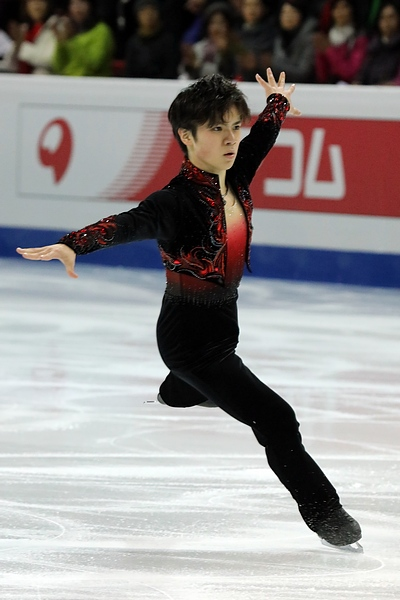
Grand-Prix-Finale 2016
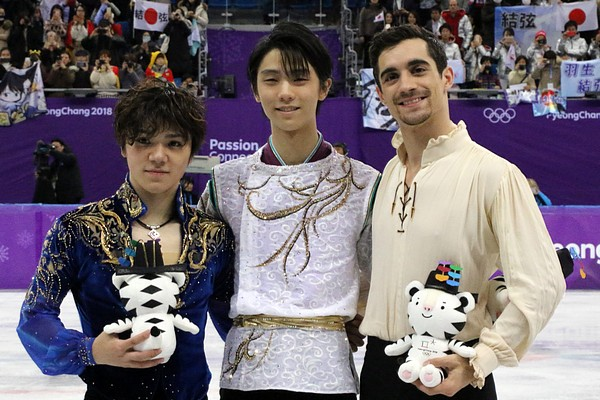
Uno (links) bei den Olympischen Spielen 2018
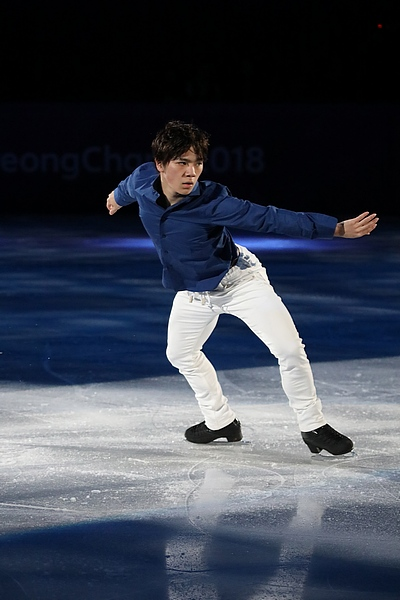
Olympische Spiele 2018 (Gala)
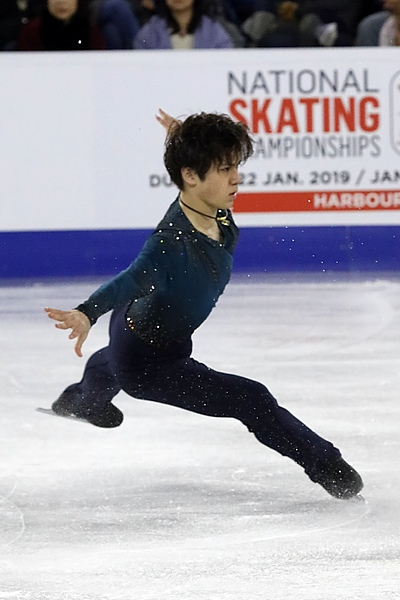
Skate Canada 2018
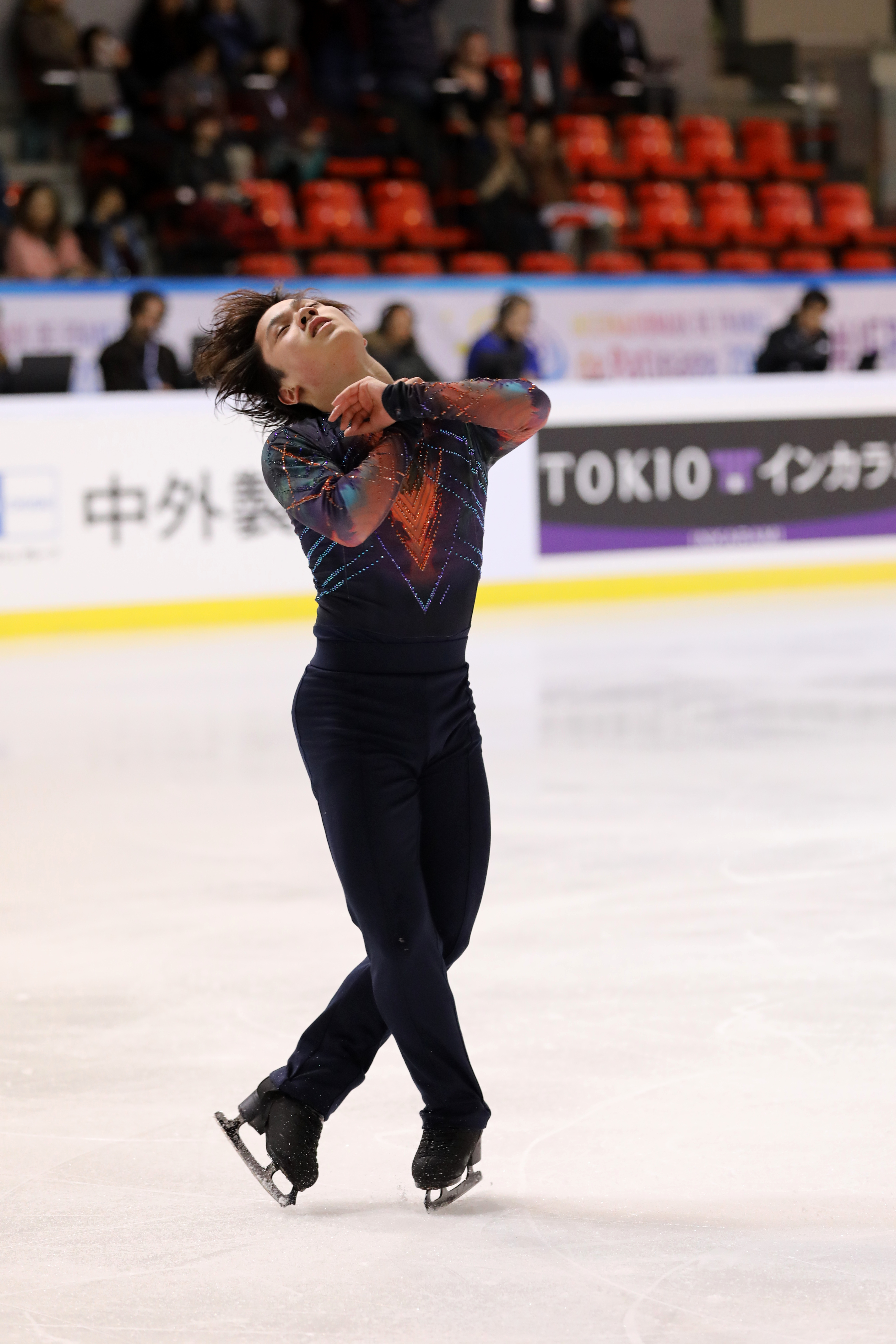
Internationaux de France 2019